# HSG Blomberg-Lippe
Pour les articles homonymes, voir HSG.
Le Handballspielgemeinschaft Blomberg-Lippe ou HSG Blomberg-Lippe est un club allemand de handball féminin basé à Blomberg, dans l'arrondissement de Lippe. Depuis 2006, son équipe évolue en 1re division allemande.

## Palmarès
compétitions nationales
- finaliste de la coupe d'Allemagne en 2010 et 2014

## Personnalités liées au club
Parmi les joueuses, on trouve :
- Nadine Krause : de 1999 à 2001 et de 2010 à 2011
- Sabrina Neukamp : de 2001 à 2004 et de 2008 à 2012
- Alicia Stolle : de 2014 à 2018

## Équipementier
| Période                 | Équipementiers | Réf.  |
| ----------------------- | -------------- | ----- |
| 1992 – saison 2019/2020 | Hummel         | [ 2 ] |
| saison 2020/2021 – 2025 | Erreà          | [ 2 ] |